# 丹原町
丹原町（たんばらちょう）は、愛媛県の東予地方、周桑郡にあった町。旧町域は合併後、西条市の町名の丹原町となっている。

## 地理
道前平野の中央よりやや南西に位置する。旧周敷郡。
西に平野がゆるやかに傾斜して山麓に達する高縄半島、南に四国山地の一角を占めている。東部、北部はゆるやかな傾斜地である。海（瀬戸内海）に面してはいない。（隣接の周桑郡小松町も同様である。）
田園地帯と山麓のゆるやかな傾斜地は、農業地帯として知られている。

## 歴史
- 町の始まり
1644年に時の藩主が代官に命じて、池田・今井・願連寺の原所と称する地を割いて新たに町を作り、商業地として免租し他村より商家の移住を奨励して周布郡内における唯一の商業地として発展させた。これが丹原町の始まりとされる。

### 町の沿革
- 1889年（明治22年）12月15日 - 町村制施行に伴い周敷郡久妙寺村、 今井村、 丹原村、 池田村、 願蓮寺村の区域をもって福岡村が成立。
- 1897年（明治30年）4月1日 - 所属が周桑郡に変更となる。
- 1913年（大正2年）12月13日 - 町制施行・改称して丹原町となる。
- 1955年（昭和30年）4月25日 - 周桑郡徳田村と新設合併し、改めて丹原町が発足。
- 1956年（昭和31年）
  - 9月1日 - 周桑郡田野村および中川村の大部分（滑川、明河字九騎および字海上を除く）と新設合併し、改めて丹原町が発足。
  - 9月30日 - 明河字塩獄が温泉郡川内町に編入。
- 2004年（平成16年）11月1日 - 西条市、東予市、小松町と新設合併し、改めて西条市が発足。同日丹原町廃止。

## 行政

### 町長
- 渡部高尚（わたなべたかなお）
元西条市副市長

### 平成の市町村合併の経緯
丹原町としては、近隣の東予市・周桑郡小松町に追従するスタンスであり、小松町長が西条市（当時）と合併する方針を早くから打ち出しており、特に丹原町内で異論もなく、西条市、東予市、小松町、丹原町の2市2町の枠組みができた。

## 産業

### 農業
農地では米麦、野菜の栽培が盛んなほか、近年では花き（スプレーバラ）の栽培も盛んである。「たんばら」のバラとして売り出しを図っている。果樹としては、みかん・柿等がある。柿は町のシンボルともなっている。みかんに関しては、愛媛県南西部に比べると条件に適しているとはいえない。

### 製造業
田野上方に銑鉄鋳物工業団地（愛媛銑鉄鋳物工業団地協同組合）が整備されており、銑鉄･鋳物メーカーが立地している。団地全体の鋳物生産量は四国全体の生産量の7割を占めている。

### 主要企業
- 愛媛銑鉄鋳物工業団地協同組合
- 周桑農業協同組合
- 東予園芸農業協同組合
- テラマチ本社
- 吉井タオル丹原工場

### 小売店
- 木村チェーン丹原店
- くすりのレデイ丹原店
- 周ちゃん広場
- ドラッグコスモス丹原店
- ヤマサンセンター丹原店（閉店）

### 金融機関
- 伊予銀行丹原支店
- 愛媛銀行丹原支店
- 愛媛信用金庫丹原支店
- 周桑農業協同組合本所・丹原支所・田野支所・中川支所
- 日本郵便丹原郵便局・来見郵便局・桜樹郵便局・田野郵便局・徳田簡易郵便局

## 教育

### 高等学校
- 愛媛県立丹原高等学校

## 交通

### 鉄道
町内に鉄道はない。

### 道路
高速道路
松山自動車道
町内に松山自動車道のインターチェンジはない。最寄はいよ小松インターチェンジ
今治小松自動車道
町内にインターチェンジはない。最寄りは東予丹原インターチェンジ(東予市と跨って設置されている。料金所は東予市にある)
国道
国道11号
県道
県道48号

## 出身有名人
- 佐伯勇 - 近畿日本鉄道名誉会長、近鉄バファローズオーナー
- 佐伯修司 - 独立行政法人統計センター理事長、総務省統計局統計高度利用特別研究官、同統計局長、同統計研究研修所長[2]